# 让·平
让·平（法語：Jean Ping，1942年11月24日—），加蓬外交家、政治家，2008年到2012年任非洲联盟委员会主席，1999年到2008年任加蓬外交部长，2004年到2005年任联合国大会主席，2008年到2012年任非洲聯盟委員會主席。

## 生平
让·平在加蓬濱海奧果韋省的翁布埃出生，為中非混血。其父程志平祖籍浙江温州永嘉县临江镇（现鹿城区藤桥镇）驿头村，1930年代移居加蓬經商，並娶当地一个部落酋长的女儿为妻。  
让·平在加蓬首都利伯维尔完成中学课程后前往法国深造，获得巴黎第一大学经济学博士学位。他自1972年起在联合国教育科学文化组织工作，1978年被任命为加蓬驻法国大使馆参赞，后来又任加蓬常驻联合国教科文组织代表至1984年，同年出任加蓬总统哈吉·奥马尔·邦戈的民事办公室主任，1990年离任后继续在邦戈总统内阁担任要职，并在1999年1月被委任为加蓬外交、合作和法语国家事务国务部长。他在1996年12月、2001年12月和2006年12月三度在翁布埃选区当选国会议员。
2004年他获选为第59届联合国大会主席，2007年1月25日获任命为加蓬副总理兼外交部长。2008年2月1日，他在获得中部、西部、东部和北部非洲国家的支持下，击败塞拉利昂的奥斯曼·阿卜杜拉伊·康特和赞比亚的伊农盖·姆比库西塔·莱瓦尼卡，当选非盟委员会主席。2012年7月15日，寻求连任委员会主席的他败给了南非女性政治家德拉米尼·祖马。
2014年他退出执政的加蓬民主党。12月20日参与反对总统阿里·邦戈·翁丁巴的示威，并被警察使用催泪瓦斯攻击。2016年参加加蓬总统选举，获得其他反对派的共同支持，对抗总统阿里·邦戈·翁丁巴。

## 个人生活
讓‧平曾經接受香港亞洲電視節目《尋找他鄉的故事》訪問，分享他父親當年在加蓬落地生根及他回到中國溫州尋根的經歷。他在溫州的親人亦相繼移居加蓬，至今已超過100人。其家族在加蓬有深厚影響力，外甥徐恭德現為加蓬華僑華人協會會長。